# Campionato mondiale di scherma 2009
Il Campionato mondiale di scherma 2009 si è svolto dal 30 settembre all'8 ottobre 2009, presso l'Expo Center di Adalia in Turchia.
Alle gare, nel complesso, hanno partecipato 699 fra schermidori e schermitrici, provenienti da 82 nazioni differenti. I campionati sono stati toccati dalla difficile situazione politica del Medio oriente: nella fase eliminatoria la fiorettista iraniana Ebrahimi ha dichiarato forfait per non incontrare l'israeliana Or Tomer.

## Assegnazione dell'organizzazione
La competizione era stata attribuita alla città turca il 27 novembre 2007, in conclusione del congresso della Fédération Internationale d'Escrime (FIE), tenutosi a Madrid; in quell'occasione l'unica altra candidatura presentata, poi risultata sconfitta, era quella di Copenaghen.

## Calendario
| Sett/Ott             | Sett/Ott             | 30         | 1          | 2          | 3     | 4     | 5     | 6     | 7     | 8     | Totale |
| -------------------- | -------------------- | ---------- | ---------- | ---------- | ----- | ----- | ----- | ----- | ----- | ----- | ------ |
| Cerimonie            | Cerimonie            |            |            |            | ●     |       |       |       |       | ●     |        |
| Spada individuale    | Spada individuale    |            | Elim masch | Elim femm  |       | Masch | Femm  |       |       |       | 2      |
| Spada a squadre      | Spada a squadre      |            |            |            |       |       |       |       | Masch | Femm  | 2      |
| Fioretto individuale | Fioretto individuale | Elim masch | Elim femm  |            | Masch | Femm  |       |       |       |       | 2      |
| Fioretto a squadre   | Fioretto a squadre   |            |            |            |       |       |       | Masch | Femm  |       | 2      |
| Sciabola individuale | Sciabola individuale | Elim femm  |            | Elim masch | Femm  |       | Masch |       |       |       | 2      |
| Sciabola a squadre   | Sciabola a squadre   |            |            |            |       |       |       | Femm  |       | Masch | 2      |
| Totale titoli        | Totale titoli        |            |            |            | 2     | 2     | 2     | 2     | 2     | 2     | 12     |

| Legenda |                       |
|         | Cerimonia d'apertura  |
|         | Cerimonia di chiusura |
|         | Eliminatorie          |
|         | Finali                |

## Risultati

### Uomini
| Evento                           | Oro                                                                | Argento                                                          | Bronzo                                                                 |
| Spada                            |                                                                    |                                                                  |                                                                        |
| Spada individuale (4 ottobre)    | Anton Avdeev                                                       | Matteo Tagliariol                                                | José Luis Abajo Jérôme Jeannet                                         |
| Spada a squadre (7 ottobre)      | Gauthier Grumier Jérôme Jeannet Jean-Michel Lucenay Ulrich Robeiri | Gábor Boczkó Géza Imre András Rédli Péter Somfai                 | Krzysztof Mikołajczak Tomasz Motyka Adam Wiercioch Radosław Zawrotniak |
| Fioretto                         |                                                                    |                                                                  |                                                                        |
| Fioretto individuale (3 ottobre) | Andrea Baldini                                                     | Zhu Jun                                                          | Peter Joppich Artëm Sedov                                              |
| Fioretto a squadre (6 ottobre)   | Andrea Baldini Stefano Barrera Andrea Cassarà Simone Vanni         | Peter Joppich Benjamin Kleibrink Dominik Behr Sebastian Bachmann | Renal Ganeev Artëm Sedov Aleksej Chovanskij Aleksandr Stukalin         |
| Sciabola                         |                                                                    |                                                                  |                                                                        |
| Sciabola individuale (5 ottobre) | Nicolas Limbach                                                    | Rareș Dumitrescu                                                 | Tamás Decsi Luigi Tarantino                                            |
| Sciabola a squadre (8 ottobre)   | Tiberiu Dolniceanu Rareș Dumitrescu Cosmin Hănceanu Florin Zalomir | Aldo Montano Diego Occhiuzzi Giampiero Pastore Luigi Tarantino   | Tamás Decsi Nikolász Iliász Balázs Lontay Áron Szilágyi                |

### Donne
| Evento                           | Oro                                                                                | Argento                                                                  | Bronzo                                                            |
| Spada                            |                                                                                    |                                                                          |                                                                   |
| Spada individuale (5 ottobre)    | Ljubov' Šutova                                                                     | Sherraine Schalm                                                         | Anfisa Počkalova Sonja Tol                                        |
| Spada a squadre (8 ottobre)      | Cristiana Cascioli Bianca Del Carretto Nathalie Moellhausen Francesca Quondamcarlo | Małgorzata Bereza Danuta Dmowska-Andrzejuk Ewa Nelip Magdalena Piekarska | Imke Duplitzer Britta Heidemann Marijana Markovic Monika Sozanska |
| Fioretto                         |                                                                                    |                                                                          |                                                                   |
| Fioretto individuale (4 ottobre) | Aida Šanaeva                                                                       | Jeon Hee-Sok                                                             | Elisa Di Francisca Arianna Errigo                                 |
| Fioretto a squadre (7 ottobre)   | Elisa Di Francisca Arianna Errigo Margherita Granbassi Valentina Vezzali           | Julija Birjukova Kamilla Gafurzjanova Larisa Korobejnikova Aida Šanaeva  | Maria Bartkowski Wutz-Golubickij Anja Schache Katja Wächter       |
| Sciabola                         |                                                                                    |                                                                          |                                                                   |
| Sciabola individuale (3 ottobre) | Mariel Zagunis                                                                     | Ol'ha Charlan                                                            | Carole Vergne Orsolya Nagy                                        |
| Sciabola a squadre (6 ottobre)   | Ol'ha Charlan Olena Chomrova Halyna Pundyk Ol'ha Žovnir                            | Carole Vergne Léonore Perrus Solenne Mary Cécilia Berder                 | Bao Yingying Chen Xiaodong Fei Li Ni Hong                         |

## Medagliere
La nazionale italiana ha largamente dominato quest'edizione dei mondiali, raccogliendo nove medaglie (di cui ben quattro d'oro) ed imponendosi anche nella speciale classifica della Coppa delle Nazioni; oltre alla squadra azzurra, ai primi posti del medagliere si ritrovano anche tutte le altre grandi nazioni della scherma: la Russia è seconda con tre ori, mentre Francia e Germania si dividono la terza posizione della graduatoria per allori.
Fra tutti i partecipanti all'evento è emerso il fiorettista italiano Andrea Baldini, unico atleta capace di aggiudicarsi entrambi gli ori per cui ha concorso, sia quello individuale che quello a squadre. Questa prestazione lo ha anche riscattato dall'interruzione forzata subita per un'accusa di doping, poi rivelatasi infondata.
| Posizione | Nazione       | Oro | Argento | Bronzo | Totale |
| --------- | ------------- | --- | ------- | ------ | ------ |
| 1         | Italia        | 4   | 2       | 3      | 9      |
| 2         | Russia        | 3   | 1       | 2      | 6      |
| 3         | Germania      | 1   | 1       | 3      | 5      |
| 4         | Francia       | 1   | 1       | 2      | 4      |
| 5         | Ucraina       | 1   | 1       | 1      | 3      |
| 6         | Romania       | 1   | 1       | 0      | 2      |
| 7         | Stati Uniti   | 1   | 0       | 0      | 1      |
| 8         | Ungheria      | 0   | 1       | 3      | 4      |
| 9         | Cina          | 0   | 1       | 1      | 2      |
| 9         | Polonia       | 0   | 1       | 1      | 2      |
| 11        | Canada        | 0   | 1       | 0      | 1      |
| 11        | Corea del Sud | 0   | 1       | 0      | 1      |
| 13        | Paesi Bassi   | 0   | 0       | 1      | 1      |
| 13        | Spagna        | 0   | 0       | 1      | 1      |
| Totale    | Totale        | 12  | 12      | 18     | 42     |